# Heaven (D mol)
Heaven è il singolo di debutto del gruppo montenegrino D mol pubblicato il 29 marzo 2019 su etichetta discografica Universal Music A/S. Il brano è scritto da Dejan Božović e composto da Adis Eminić.
Il brano ha partecipato a Montevizija 2019, il processo di selezione nazionale per la ricerca del rappresentante montenegrino all'Eurovision. A scegliere il vincitore è stato esclusivamente il pubblico, che attraverso il televoto ha proclamato il gruppo vincitore, dandogli la possibilità di rappresentare il Montenegro all'Eurovision Song Contest 2019 a Tel Aviv, in Israele.
All'Eurovision il gruppo si è esibito nella prima semifinale del 14 maggio, ma non si è qualificato per la finale, piazzandosi 16º su 17 partecipanti con 46 punti totalizzati, di cui 15 dal televoto e 31 dalle giurie. Sono risultati i più popolari fra i giurati della Serbia.

## Tracce
Download digitale
1. Heaven – 2:54